# TOPAZ (réacteur nucléaire)
Le réacteur nucléaire TOPAZ (en russe : « Топаз ») était un réacteur nucléaire léger développé par l'Union soviétique pour une utilisation spatiale à longue durée. Refroidi par du métal liquide, il utilise un modérateur à haute température contenant de l'hydrogène et un combustible hautement enrichi. Il produit de l'électricité à l'aide d'un convertisseur thermoïonique. 

## Désignation
Lors des discussions originelles, il n’était pas clair que les réacteurs TOPAZ et les réacteurs YENISEI, assez proches, étaient des systèmes différents ; lorsque ces deux réacteurs thermoïoniques russes furent mieux connus, le personnel américain désigna TOPAZ comme TOPAZ-I et YENISEI comme TOPAZ-II.

## TOPAZ-I

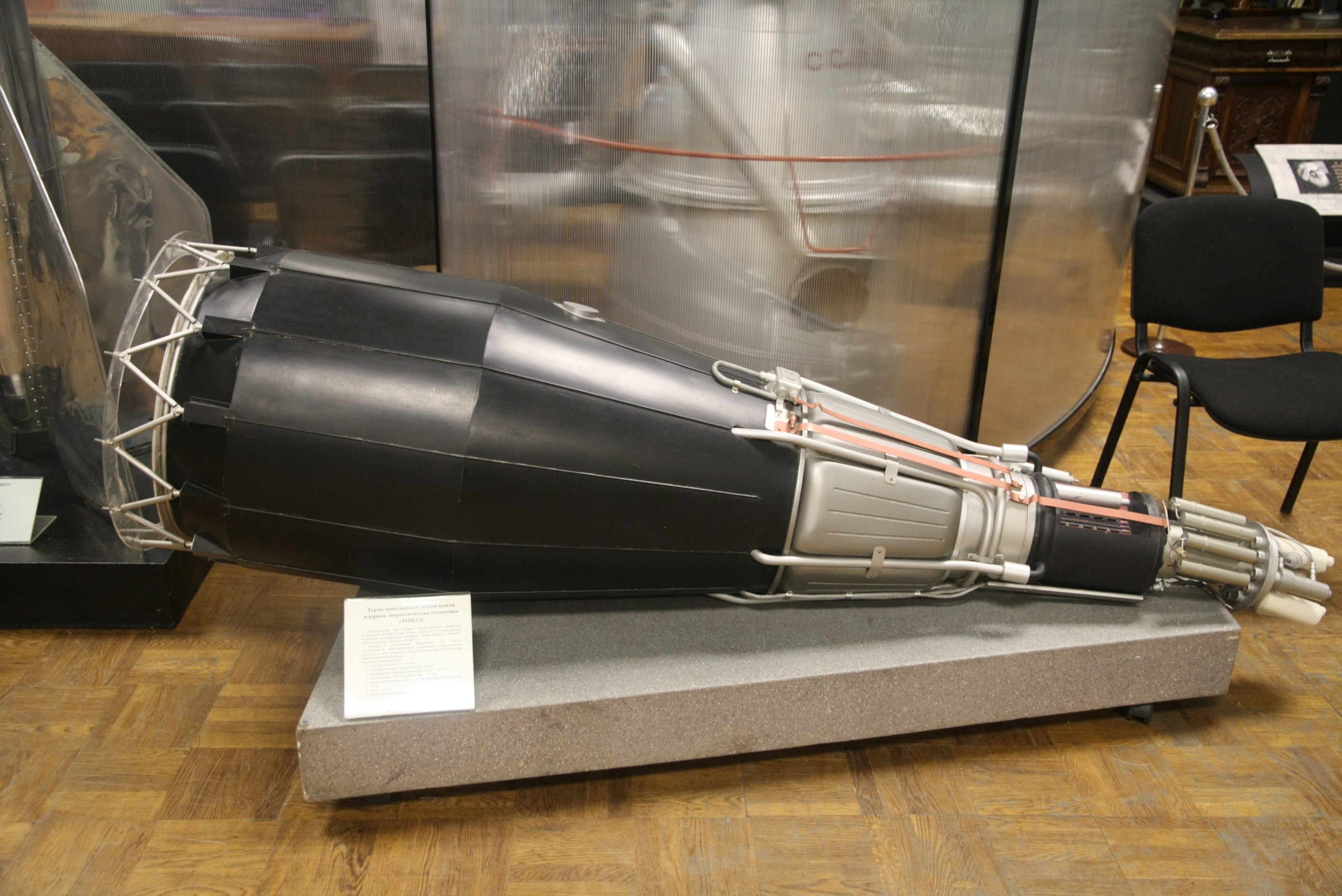
Modèle réduit du réacteur Topaz

Les premiers réacteurs à convertisseur thermoïonique furent discutés par les chercheurs du laboratoire scientifique de Los Alamos (LASL) en 1957.  À la suite de leur visite au LASL en 1958, des scientifiques soviétiques effectuèrent des tests sur les systèmes TI en 1961, en développant d'abord le réacteur monocellulaire ENISY (également appelé TOPAZ-II). L’Institut Kourtchatov de l’énergie atomique et le Bureau de Conception pour la Construction de Machines Spéciales mirent au point le TOPAZ multi-cellules (également appelé TOPAZ-I), acronyme russe de "Expérience thermoïonique de conversion en zone active". Il a été testé pour la première fois au sol en 1971, date à laquelle son existence fut reconnue. C'était sous les auspices de Krasnaya Zvezda. 
Le premier réacteur TOPAZ fonctionna pendant 1 300 heures puis fut arrêté pour un examen approfondi. Il était capable de délivrer 5 kW de puissance pendant 3 à 5 ans à partir de 12 kg de combustible. La masse du réacteur était d'environ 320 kg. 
TOPAZ vola pour la première fois en 1987 sur les satellites expérimentaux Plazma-A Cosmos 1818 et Cosmos 1867, destinés à tester le réacteur ainsi que le moteur électrique à effet Hall Plasma-2 SPT. Mais dans les années 1990, les deux réacteurs furent endommagés, provoquant une fuite de liquide de refroidissement radioactif. 
Un renouvellement du programme, Plasma-2, fut proposé avec un réacteur amélioré. Un réacteur fonctionna pendant 6 mois, l’autre pendant un an. Le programme fut annulé par Mikhaïl Gorbatchev en 1988. 

## TOPAZ-II
Dans le réacteur TOPAZ-II ou ENISY, chaque barre de combustible (UO2 enrichi à 96 %) est gainée dans un émetteur entouré d'un collecteur, l'ensemble formant les 37 éléments combustibles qui pénètrent dans le modérateur cylindrique d'hydrure de zirconium (ZrH). Celui-ci est à son tour entouré d’un réflecteur de neutrons en béryllium avec 12 tambours de contrôle rotatifs. Un liquide de refroidissement (NaK) entoure chaque élément combustible. La masse du réacteur est environ 1 061 kg. 
En janvier 1991, un modèle de TOPAZ-II fut exposé lors d'un colloque scientifique à Albuquerque ; l'Initiative de défense stratégique s'arrangea pour acheter deux réacteurs à la Russie pour 13 millions de dollars, afin d'améliorer les modèles américains. Cependant, la Commission de réglementation nucléaire des États-Unis jugea que la loi américaine interdisait le retour du modèle exposé vers l'Union soviétique - même s'il était de fabrication soviétique et constituait plus une maquette qu'un réacteur réel. Il fallut un mois avant que la situation ne soit résolue par une nouvelle décision de la commission, et que le modèle soit renvoyé en Russie. 
Le département d'État des États-Unis suspendit alors l’accord, qui ne fut rétabli que par l'intervention du secrétaire d'État des États-Unis James Baker. L'un des réacteurs devait être utilisé lors d'un vol d'essai en 1995 pour alimenter des propulseurs électriques expérimentaux, malgré l'inquiétude des scientifiques sur l'impact potentiel des rayonnements émis par le réacteur sur les instruments embarqués à bord, ainsi que les protestations des opposants aux armes nucléaires et à l'énergie nucléaire. En outre, le département de l'Énergie des États-Unis tarda à accorder les autorisations nécessaires et, en 1993, les restrictions budgétaires forcèrent l'annulation du programme. 
Six réacteurs TOPAZ-II et leur équipement de support furent expédiés par avion aux États-Unis, où ils furent soumis à des essais au sol par des ingénieurs américains, britanniques, français et russes. Leur conception unique leur permettait d'être testé sans combustible. Bien que le programme d’essai fut considéré comme un succès, aucun projet ne fut mené pour faire voler ces réacteurs. 

## Fabricant
Le réacteur TOPAZ est fabriqué par l’association de production scientifique Luch, gérée par le ministère russe de l’énergie atomique. 